# Søren Stryger
Søren Stryger (Køge, 7 de febrero de 1975) fue un jugador de balonmano danés que jugó de extremo derecho. Su último equipo fue el SG Flensburg Handewitt. Además, fue un componente de la Selección de balonmano de Dinamarca.
Con la selección logró la medalla de bronce en el Campeonato Europeo de Balonmano Masculino de 2002, en el Campeonato Europeo de Balonmano Masculino de 2004, en el Campeonato Europeo de Balonmano Masculino de 2006 y en el Campeonato Mundial de Balonmano Masculino de 2007.

## Palmarés

### GOG
- Liga danesa de balonmano (1): 2000

### Flensburg
- Liga de Alemania de balonmano (1): 2004
- Copa de Alemania de balonmano (3): 2003, 2004, 2005

## Clubes
- Maribo ( -1996)
- Skanderborg HB (1996-1999)
- GOG Gudme (1999-2001)
- SG Flensburg-Handewitt (2001-2008)